# What Gets Me Hot!
What Gets Me Hot! è un film pornografico statunitense del 1984 diretto da Richard Mailer, con protagonisti Traci Lords e Tom Byron.
Il film deve la sua notorietà alla partecipazione dell'allora minorenne Traci Lords, accreditata nel cast come "Tracy" Lords, che ha la sua prima scena di sesso in video. La ragazza aveva 16 anni all'epoca delle riprese, il che rende la pellicola passibile di pedopornografia secondo le leggi in vigore negli Stati Uniti. La produzione ignorava che la Lords fosse minorenne, perché aveva falsificato i propri documenti. Su richiesta dell'FBI il film fu ritirato nel 1986, insieme a tutti gli altri girati dall'attrice prima dei diciott'anni. È ancora in vendita in alcuni paesi.

## Trama
Lannie Waters si sveglia dopo aver sognato donne nude che fluttuano nello spazio. La ragazza si chiede a voce alta se il sogno parli della sua sessualità e inesperienza. La madre le porta a casa dei ragazzi da conoscere, e le parla di un uomo, Mr. Kennedy, al quale pensa piaccia Lannie, ma sia troppo timido per dichiararsi.
Mark Radner, figlio di una famiglia benestante della zona, esce insieme agli amici Jeff e Kevin. Quest'ultimo racconta dei suoi incontri con Debbie; nel frattempo, Mark rivela di aver sorpreso a rubare Sarah, la cameriera che lavora a casa sua, ma di non aver detto niente ai suoi genitori, con l'intenzione di ricattarla sessualmente. La incontra fuori in giardino, e poi la porta al piano di sopra. Le ordina di togliersi l'uniforme, e poi la costringe a copulare con lui e i suoi amici.
A bordo piscina, Debbie si mette in topless insieme a Cheryl. A loro si unisce Lannie, e le tre ragazze si mettono a chiacchierare di sesso e ragazzi. Cheryl racconta di aver perso la verginità mentre faceva la babysitter. Inizialmente nervosa all'idea di praticare sesso orale, ammette che il suo partner Bill l'aveva fatta sentire a proprio agio.
La madre di Mark, Mrs. Radner, intanto arriva a casa con il suo amante. La donna vuole fare l'amore, ma l'uomo è preoccupato che il figlio della donna sia a casa, ma lei lo rassicura (erroneamente) che Mark è uscito. I due fanno l'amore su una fontana in giardino, mentre Mark li osserva di nascosto. Anche Mrs. Waters e Mr. Kennedy si accoppiano vicino alla piscina, dove le ragazze stanno ancora conversando.
Invece di uscire come programmato, Lannie, Jeff, Debbie e Kevin decidono di fare un "picnic" in casa. Jeff porta Lannie in cucina dopo aver ricevuto un segnale da Kevin. Quando il vestito di Lannie si bagna, la ragazza decide di eccitare Jeff con una sorta di spogliarello. Jeff, eccitatissimo, le eiacula addosso. Poi Lannie torna a casa e si masturba pensando a Jeff.
Mark telefona a Kevin, poi invita Debbie, la fidanzata di Kevin, a casa sua. Quando Debbie arriva, Mark le ordina di spogliarsi, poi la stende sul letto e le chiude gli occhi. Il ragazzo conduce quindi Wendy e Louis nella stanza e li fa sdraiare accanto a lei. Wendy pratica il cunnilingus su Debbie fino a quando Mark le dice di aprire gli occhi. Mark copula con Wendy, mentre Debbie si accoppia con Louis, poi le coppie si scambiano i partner. Eccitata dall'incontro, Debbie telefona a Lannie e le dice di aver rotto con Kevin, troppo “ragazzino” per lei, per mettersi con un vero uomo come Mark. Lannie ha finalmente deciso cosa la eccita veramente. Riattacca il telefono e guarda in direzione della sua amica Cheryl, stesa sul letto accanto a lei.